# Tamariu
Tamariu – miejscowość w Hiszpanii,  w Katalonii, w prowincji Girona, w comarce Baix Empordà. Ludność jej wynosi 273 mieszkańców.